# Mad Men
Mad Men es una serie de televisión estadounidense, perteneciente al género de drama de época, creada y producida por Matthew Weiner. Se estrenó el 19 de julio de 2007, en el canal de cable AMC, y fue producida por Lionsgate. Duró siete temporadas y 92 episodios, siendo emitido el último el 17 de mayo de 2015.
La acción de Mad Men se sitúa en los años 1960, inicialmente en la ficticia agencia de publicidad Sterling Cooper, en la Avenida Madison, Nueva York, que posteriormente pasa a ser Sterling Cooper Draper Pryce (más tarde Sterling Cooper & Partners) situada, a dos avenidas de distancia, en el edificio Time-Life, en la Avenida de las Américas (Sexta Avenida) 1271. 
Según el episodio piloto de la serie, el término mad men procede del argot acuñado en la década de 1950 por los publicistas que trabajaban en Madison Avenue para referirse a sí mismos. Los personajes centrales de la serie son Don Draper (Jon Hamm), director creativo de Sterling Cooper y posteriormente fundador de Sterling Cooper Draper Pryce, y Peggy Olson (Elisabeth Moss), secretaria de Don que después se convierte en escritora, así como la gente que forma parte de sus vidas, tanto dentro como fuera de la oficina. La trama se centra en el negocio de las agencias de publicidad y en la vida privada de los personajes y se describen las costumbres sociales de los Estados Unidos en la década de 1960.
Mad Men recibió la aclamación de la crítica, sobre todo por su autenticidad histórica, estilo visual, diseño de vestuario, actuación, guion y dirección, y ha obtenido numerosos premios, entre ellos quince premios Emmy y cuatro Globos de Oro. Es la primera serie de cable básico en ganar el premio Emmy a la mejor serie dramática, premio que obtuvo en cada una de sus primeras cuatro temporadas en 2008, 2009, 2010 y 2011. En 2013, TV Guide la nombró el sexto mejor drama de todos los tiempos, y la Writers Guild Asociation la posicionó en el puesto número 7 en el top "Las 101 series mejor escritas de la historia de la TV".

## Sinopsis
Don Draper (Jon Hamm) es uno de los mejores publicistas del Nueva York de la década de 1960. Está casado con Betty Draper (January Jones), con la que es padre de dos niños, trabaja para la agencia Sterling Cooper, y guarda un terrible secreto.

## Reparto
| Personaje     | Actor    | Descripción |
| ------------- | -------- | --- |
| Donald Draper | Jon Hamm | Director creativo y socio de Sterling, Cooper, Draper & Pryce. Su nombre real es Dick Whitman, ya que suplantó al verdadero Don Draper en la guerra de Corea para poder volver a casa anticipadamente y huir de su pasado. Durante las tres primeras temporadas, está casado con Betty Draper, con la que tiene tres hijos y a la que es infiel con numerosas mujeres a lo largo de su matrimonio. Posteriormente, se casa con Megan Calvet, una joven aspirante a actriz. |

### Sterling, Cooper, Draper & Pryce
| Personaje              | Actor               | Descripción |
| ---------------------- | ------------------- | --- |
| Peggy Olson            | Elisabeth Moss      | Tras ser secretaria de Don Draper, es ascendida a creativa. Tiene un hijo con su compañero Pete Campbell, tras una aventura pasajera, el cual entrega discretamente en adopción. Procede de una familia conservadora y muy católica. |
| Peter Dyckman Campbell | Vincent Kartheiser  | Ejecutivo de cuentas que está casado, aunque tuvo un hijo con la que fuera su amante Peggy. En la cuarta temporada tuvo a su segundo hijo, esta vez con su esposa Trudy. Es un inconformista relaciones públicas, muy dado a los convencionalismos sociales y, a pesar de su carácter afable, disimula lo mejor que puede el no tener excesivos escrúpulos profesionales. |
| Joan Holloway          | Christina Hendricks | Jefa de secretarias que fue amante de Roger, del cual quedó embarazada; él le propuso abortar, pero ella finalmente decidió tener a su hijo. Se casó con un cirujano que se marcha a la guerra de Vietnam. Joan es el paradigma de mujer atractiva para cualquier hombre. Además de destacar por su belleza, es una eficiente organizadora del trabajo en la Agencia y la mayoría de los asuntos delicados pasan por su discreto criterio para ser resueltos.                                                                                      |
| Roger Sterling         | John Slattery       | Socio fundador de Sterling, Cooper, Draper & Pryce. Es amigo de Don, aunque esa amistad sufre algunos altibajos a lo largo de la serie. Tuvo una relación oculta con Joan por mucho tiempo. Deja a su mujer por Jane, una antigua secretaria de Don, aunque más tarde también decide dejarla. Roger es un mujeriego, algo misógino en ciertos momentos, bebedor compulsivo y amante de las comodidades que su estatus social le brinda. Su trabajo más destacado son los contactos empresariales a alto nivel, que pone al servicio de la agencia. |
| Salvatore Romano       | Bryan Batt          | Director de arte y homosexual reprimido que se casa con Kitty, una telefonista de la empresa. Tras rechazar las insinuaciones de un importante cliente, este presiona para que lo echen de la empresa. |
| Paul Kinsey            | Michael Gladis      | Creativo que tiene una relación con Sheila, una mujer afroamericana. Dejó de trabajar para Sterling & Cooper cuando la empresa fue absorbida, por lo tanto, nunca fue parte de la nueva compañía que la sucedió, SCDP. |
| Kenneth Cosgrove       | Aaron Staton        | Ejecutivo de cuentas y escritor aficionado de relatos en revistas literarias de ciencia ficción que, al final de la cuarta temporada, se compromete. Aunque no forma parte del grupo que termina creando SCDP, lo contratan al cabo de un tiempo. Por motivos profesionales, Kenneth termina haciendo creer a todos que ha abandonado la escritura amateur cambiando simplemente de pseudónimo. |
| Harry Crane            | Rich Sommer         | Planificador de Medios que más tarde se convirtió en Director del Departamento de Televisión. |
| Herman "Duck" Phillips | Mark Moses          | Jefe de cuentas, divorciado y alcohólico. Odia a Don. |
| Bertram Cooper         | Robert Morse        | Socio fundador de Sterling & Cooper y de Sterling, Cooper, Draper & Pryce. Le gusta el arte asiático y Ayn Rand. |
| Lane Pryce             | Jared Harris        | Director financiero y socio fundador de Sterling, Cooper, Draper & Pryce. Es británico, está casado y se separa de su mujer durante un tiempo porque le gusta más vivir y trabajar en Nueva York que en Londres. |
| Frederick C. Rumsen    | Joel Murray         | Viejo creativo de Sterling Cooper al que le dan una excedencia de seis meses por sus problemas con el alcohol. Es de los primeros en ver el potencial de Peggy. |
| Jane Sterling Siegel   | Peyton List         | Secretaria de Don que se casa con Roger, 22 años mayor que ella. |

### Familia
| Personaje                 | Actor                                                              | Descripción |
| ------------------------- | ------------------------------------------------------------------ | --- |
| Elizabeth "Betty" Francis | January Jones                                                      | Primera esposa de Don Draper y madre de Sally, Bobby y Eugene Scott. Conoció a Don trabajando como modelo y poco después se casó con él. Ama de casa insatisfecha, acaba siéndole infiel con un político local llamado Henry Francis, con quien termina casándose. La relación entre Betty y sus hijos es bastante complicada, sobre todo con Sally.                                                                                         |
| Megan Calvet              | Jessica Paré                                                       | Secretaria de Don, de origen franco-canadiense y su segunda mujer, con 26 años de edad. Megan es una mujer apasionada, sencilla y algo ingenua. Su verdadera vocación, y la razón por la que llegó a Nueva York, es la interpretación actoral. |
| Sally Beth Draper         | Kiernan Shipka                                                     | Hija mayor de Don y Betty. En las primeras temporadas apenas aparece y va ganando importancia durante la tercera temporada, según se acerca a la adolescencia. A su madre no le gusta su amistad platónica con un chico de nueve años, Glen. Tras el divorcio de sus padres tiene muchos problemas con su madre y quiere irse a vivir con su padre. Sally estaba muy unida a su abuelo materno Gene y, tras su muerte, queda muy afectada.   |
| Bobby Draper              | Maxwell Huckabee, Aaron Hart, Jared S. Gilmore y Mason Vale Cotton | Es el hijo de Don y Betty. Es tres años menor que Sally. |
| Eugene Scott Draper       | -                                                                  | Hijo pequeño de Don y Betty, que nace poco antes del divorcio de sus padres. Su nombre de pila se debe a su abuelo, que falleció unos días antes de su nacimiento. |
| Archie Whitman            | Joseph Culp                                                        | Padre de Don. Aparece frecuentemente en los recuerdos de Don y murió por la coz de un caballo cuando él era un niño. |
| Anna Draper               | Melinda Page Hamilton                                              | Viuda del verdadero Don Draper que termina haciéndose amiga y confidente del protagonista, quien la mantiene económicamente. |
| Henry Francis             | Christopher Stanley                                                | Es el director de relaciones públicas del Gobernador de Nueva York Nelson Rockefeller. Betty lo conoce en una fiesta y pide su ayuda para sacar adelante un proyecto cívico. Su relación personal va prosperando, ante la falta de conexión entre Betty y Don. Finalmente se casa con ella y ambos viven en la casa que Betty antes compartía con Don. Al final de la cuarta temporada ambos se mudan con los niños a una nueva casa en Rye. |

### Otros personajes relevantes
| Personaje       | Actor             | Descripción |
| --------------- | ----------------- | --- |
| Francine Hanson | Anne Dudek        | Amiga de Betty que suele ir a la casa de los Draper a conversar con ella sobre los vecinos. Su marido le es infiel y ella a él. |
| Helen Bishop    | Darby Stanchfield | Vecina de Don que está divorciada y es madre de un niño de 9 años llamado Glen. Su hijo, precisamente, se enamora de Betty y más tarde entabla una amistad con Sally Draper. No se lleva bien con Betty e incluso prohíbe a su hijo que hable con ella. |
| Carla           | Deborah Lacey     | Es la niñera afroamericana de los niños Draper. En la cuarta temporada Betty la despide al descubrir que permitió a Glen Bishop ver a Sally. |
| Midge Daniels   | Rosemarie DeWitt  | Ilustradora beatnik. Amante de Don. |
| Rachel Menken   | Maggie Siff       | Empresaria judía y amante de Don. |
| Bobbie Barrett  | Melinda McGraw    | Representante de su marido Jimmy y amante de Don. |
| Jimmy Barrett   | Patrick Fischler  | Comediante. |
| John Gill       | Colin Hanks       | Joven cura católico, amigo de Peggy y su familia. |
| Trudy Campbell  | Alison Brie       | Mujer de Pete. Tiene dificultades para quedar embarazada, pero termina dando a luz una niña en la cuarta temporada. Es el ama de casa perfecta y participa de las cualidades sociales de su marido.                                                     |

## Episodios
| Temporada | Temporada | Episodios | Episodios | Emisión original     | Emisión original       |
| Temporada | Temporada | Episodios | Episodios | Primera emisión      | Última emisión         |
| --------- | --------- | --------- | --------- | -------------------- | ---------------------- |
|           | 1         | 13        | 13        | 19 de julio de 2007  | 18 de octubre de 2007  |
|           | 2         | 13        | 13        | 27 de julio de 2008  | 26 de octubre de 2008  |
|           | 3         | 13        | 13        | 16 de agosto de 2009 | 8 de noviembre de 2009 |
|           | 4         | 13        | 13        | 25 de julio de 2010  | 17 de octubre de 2010  |
|           | 5         | 13        | 13        | 25 de marzo de 2012  | 10 de junio de 2012    |
|           | 6         | 13        | 13        | 7 de abril de 2013   | 23 de junio de 2013    |
|           | 7         | 14        | 7         | 13 de abril de 2014  | 25 de mayo de 2014     |
|           | 7         | 14        | 7         | 5 de abril de 2015   | 17 de mayo de 2015     |

## Producción

### Concepción
En 2000, mientras trabajaba como redactor de Becker, Matthew Weiner escribió el primer borrador como guion específico para el piloto de lo que más tarde se llamaría Mad Men.  El showrunner de televisión David Chase reclutó a Weiner para trabajar como escritor en su serie de HBO Los Soprano después de leer el guion piloto en 2002.  "Era animado y tenía algo nuevo que decir" Dijo Chase. "Aquí estaba alguien [Weiner] que había escrito una historia sobre publicidad en la década de 1960 y estaba mirando la historia reciente de Estados Unidos a través de ese prisma". 
Weiner y sus representantes en Industry Entertainment e ICM intentaron vender el guion piloto a HBO, que expresó interés, pero insistió en que David Chase fuera el productor ejecutivo. Chase declinó, a pesar de su entusiasmo por la escritura de Weiner y el guion piloto. El director ejecutivo de HBO, Richard Plepler, se convirtió más tarde en fanático del programa y felicitó a AMC por su éxito. En 2017, mencionó el fallecimiento de Mad Men como su mayor arrepentimiento de su tiempo en HBO, calificándolo de "imperdonable" y atribuyendo la decisión a la "arrogancia". 
Weiner luego pasó a Showtime, que también pasó. Al carecer de un comprador de cadena adecuado, postergaron sus esfuerzos de ventas hasta años más tarde, cuando un gerente de talentos del equipo de Weiner, Ira Liss, le propuso la serie a la vicepresidenta de desarrollo de AMC, Christina Wayne.  Los Soprano estaban completando su última temporada y la cadena de cable estaba buscando programación de nuevas series.  "La cadena buscaba distinción al lanzar su primera serie original", según el presidente de AMC Networks, Ed Carroll, "y apostamos a que la calidad prevalecería sobre el atractivo masivo formulado".

### Influencias
Weiner citó a Alfred Hitchcock como una gran influencia en el estilo visual de la serie, especialmente la película North by Northwest.  También fue influenciado por el director Wong Kar-wai en la música, la puesta en escena y el estilo editorial. Weiner señaló en una entrevista que M*A*S*H y Happy Days, dos programas de televisión producidos entre los años 1970 y 1950, proporcionaron una "piedra de toque para la cultura" y una forma de "recordar a la gente que tienen una idea errónea sobre el pasado, cualquier pasado". También dijo: "Mad Men habría sido una especie de versión nítida y jabonosa de The West Wing si no fuera por Los Soprano".  La "cicatriz psíquica de Peggy durante todo el programa, después de regalar ese bebé", dijo Weiner, es "el tipo de cosas que nunca se me habrían ocurrido antes de estar en Los Soprano". 

### Rodaje
El episodio piloto se rodó en Silvercup Studios en la ciudad de Nueva York y en varios lugares de la ciudad; Los episodios posteriores se filmaron en Los Angeles Center Studios.  Está disponible en alta definición para mostrarse en AMC HD y en servicios de video a pedido disponibles en varios afiliados de cable. 
Los escritores, incluido Weiner, acumularon volúmenes de investigación sobre el período de Mad Men, para que la mayoría de sus aspectos, incluido el diseño detallado de la escenografía, el diseño de vestuario y los accesorios, fueran históricamente precisos,  produciendo un estilo visual auténtico que obtuvo elogios de la crítica.  En las escenas en las que se fuma, Weiner dijo: "Hacer este programa sin fumar habría sido una broma. Habría sido higiénico y habría sido falso".  Cada episodio tenía un presupuesto de entre 2 y 2,5 millones de dólares estadounidenses; El presupuesto del episodio piloto superó los 3 millones de dólares. 
Weiner colaboró con el director de fotografía Phil Abraham y los diseñadores de producción Robert Shaw (que trabajaron únicamente en el piloto) y Dan Bishop para desarrollar un estilo visual "más influenciado por el cine que por la televisión".  Alan Taylor, un director veterano de Los Soprano, dirigió el piloto y también ayudó a establecer el tono visual de la serie.  Para dar un "aire de misterio" alrededor de Don Draper, Taylor tendía a disparar desde detrás de él, o enmarcarlo parcialmente oscurecido. Muchas escenas ambientadas en Sterling Cooper se rodaron por debajo de la línea de los ojos para incorporar los techos a la composición del encuadre , reflejando la fotografía, el diseño gráfico y la arquitectura de la época. Taylor consideró que ni el trabajo con steadicam ni con cámara portátil sería apropiado para la "gramática visual de esa época, y esa estética no encajaba con [su] enfoque clásico"; en consecuencia, los juegos fueron diseñados para ser prácticos para el trabajo con plataformas rodantes .

### Secuencia de títulos
La secuencia del título de apertura presenta créditos superpuestos a una animación gráfica de un hombre de negocios cayendo desde una altura, rodeado de rascacielos con reflejos de carteles publicitarios y vallas publicitarias de época, acompañado de una breve edición del instrumental "A Beautiful Mine" de RJD2. El empresario aparece como una silueta en blanco y negro. Los títulos, creados por la productora Imaginary Forces, rinden homenaje a los títulos iniciales llenos de rascacielos del diseñador gráfico Saul Bass para North by Northwest (1959) de Alfred Hitchcock y al cartel de la película El hombre que cae de Vertigo (1958); Weiner ha enumerado a Hitchcock como una influencia importante en el estilo visual de la serie.  En una edición de 2010 de TV Guide, la secuencia del título de apertura del programa ocupó el puesto número 9 en una lista de las 10 secuencias de créditos principales de la televisión, según lo seleccionado por los lectores. 
David Carbonara compuso la música original de la serie. Mad Men - Partitura original vol. 1 fue lanzado el 13 de enero de 2009.
Al final de casi todos los episodios, el programa se desvanece en negro o se corta en negro como música de época, o se reproduce un tema del compositor de la serie David Carbonara durante los créditos finales ; al menos un episodio termina con silencio o sonidos ambientales.

## Temas y motivos
Mad Men representa sectores de la sociedad estadounidense y la cultura de la década de 1960, donde destacan el tabaquismo, el machismo, el sexismo, el feminismo, el acoso sexual laboral, el alcoholismo, el adulterio, la homofobia, la misoginia y el racismo. Los temas de la alienación, la movilidad social y la crueldad también sustentan el tono de la serie. MSNBC señaló que la serie "en su mayoría permanece desconectada del mundo exterior, por lo que la política y las tendencias culturales de la época se ilustran a través de las personas y sus vidas, y no amplios argumentos". En efecto, los fenómenos históricos y sociales más famosos son tratados solo de forma indirecta, tangencial y alusiva, no son de ninguna manera indispensables o constituyentes del eje dramático. El creador de la serie, Matthew Weiner, la describió como ciencia ficción en el pasado ya que, así como la ciencia ficción usa un mundo futuro para tratar temas que nos preocupan hoy en día, Mad Men utiliza el pasado para tratar temas que nos preocupan hoy que no se discuten abiertamente.

### Adulterio y sexismo
Mad Men ha animado a mucha discusión sobre la relación entre los sexos. El programa presenta una subcultura en la que los hombres, muchos de los cuales están comprometidos o casados, con frecuencia tienen relaciones sexuales con otras mujeres. La mayoría de los personajes masculinos practican el adulterio.
Marie Wilson, en un artículo de opinión en The Washington Post, dijo que "es difícil y doloroso ver la forma en que las mujeres y los hombres se trataban entre sí y con el poder. Es doloroso porque este comportamiento no está tan alejado en nuestro pasado como nos gustaría pensar. Nuestras hijas continuamente reciben los mensajes de que el poder llega a través de los hombres poderosos. Y, por desgracia, ser bonita sigue siendo una cualidad que puede hacerte llegar a la escalera - aunque aun así no te llevará a la cima".
El diario Los Angeles Times dijo que "el sexismo, en particular, es casi asfixiante, y para nada divertido de ver. Pero es la fuerza con la que luchan los personajes femeninos más irresistibles, y la oposición que los define. La interacción con la misoginia cotidiana y condescendencia, dan propósito y forma a los personajes".
En Salon, Nelle Engoron explicó que, si bien Mad Men parece iluminar las cuestiones entre sexos, sus personajes masculinos tienen permitido irse "de rositas" por su consumo de alcohol y el adulterio, mientras que los personajes femeninos infieles a menudo son castigados.
Un columnista de Mrs., Aviva Dove-Viebahn, sostiene que "Mad Men abarca la línea entre un retrato matizado de cómo el sexismo y el derecho patriarcal moldean la vida, las carreras y las interacciones sociales en la década de 1960 (y, por extensión, en la actualidad) y una representación glorificada del “trepidante mundo machista de la publicidad en la década de 1960 y todo lo que viene con él”".
Melissa Witkowski sostuvo, en The Guardian, que el ascenso de Peggy fue estropeado porque el programa "implica claramente que ninguna mujer había sido alguna vez una redactora en Sterling Cooper antes que Peggy, pero las circunstancias de su promoción implican que esto se debió a que ninguna mujer había demostrado talento frente a un hombre anteriormente", señalando que el camino profesional de Peggy tenía poco parecido con las historias de mujeres exitosas en publicidad durante la época, tales como Mary Wells Lawrence y Jean Wade Rindlaub.

### Alcoholismo
ABC News señaló que, "como el marco temporal de la serie progresó en la década de 1960, el creador de la serie Matthew Weiner no se contuvo en la representación de un mundo de oficinas abastecidas con bebidas alcohólicas, almuerzos con bebida y cenas empapadas en alcohol". En un incidente en la temporada 2, el ejecutivo de publicidad Freddy Rumsen es enviado a rehabilitación después de orinarse en los pantalones. Don, Betty, Herman 'Duck' Phillips y Roger Sterling fueron señalados por los reporteros de televisión por su consumo excesivo de alcohol. Cerca del final de la sexta temporada, Don Draper comienza a darse cuenta de que tiene un importante problema con la bebida. ABC News citó a un especialista en adicciones, quien dijo que "durante los últimos diez años, el alcoholismo ha sido mejor comprendido como una enfermedad. Pero en los años sesenta, el mal comportamiento como resultado de beber en exceso podía ser considerado masculino y hasta romántico, en vez de un uso compulsivo de alcohol a pesar de las consecuencias adversas". Un crítico llamó la cuarta temporada un "cuento sobrio de exceso de embriaguez", ya que Don Draper tuvo problemas con su adicción al alcohol.

### Contracultura
El diario Los Angeles Times opinó que Mad Men se destaca en las "historias de personajes que luchan por alcanzar la liberación personal en los años agitados antes del advenimiento de las guerras culturales en toda regla". Un crítico estaba emocionado de que la cuarta temporada trajo, a través de Peggy, la "introducción de la contracultura (Andy Warhol como el Rey del Pop y Líder de la Banda), con toda la música alta, los porros que circulaban, las películas underground tan presentes en esos tiempos. La visita de Peggy a un loft, con una "amiga" editora de fotografía en la revista Life, la colocó de lleno en el centro de la emocionante creatividad tan extendida en lo clandestino, y también tan rebelde contra lo mainstream". The Huffington Post se centró en una escena en la que "Peggy se une a sus nuevos amigos beatnik en el vestíbulo mientras Pete se queda atrás con los socios de SCDP para disfrutar de su cuenta de $6 millones recién capturada. A medida que se embarcan en sus trayectorias opuestas, la cámara se detiene en sus miradas de complicidad. Aquí es donde encontramos la verdad emocional".

### Identidad
Los comentaristas de televisión han señalado el estudio de la identidad personal de la serie, de manera más significativa a través del fraude de identidad de Don Draper durante la guerra de Corea en el que asumió la identidad de otro soldado para no ir a la guerra. Tim Goodman ha dicho que el tema principal de Mad Men es la identidad. Goodman describió a Don Draper como "un hombre que ha estado viviendo una mentira durante mucho tiempo. Está diseñado para ser un solitario. Y a lo largo de tres temporadas lo hemos mirado llevar esta angustia existencial a través de una vida de cuento de hadas creada por él". Para mantener esa identidad, Draper sacrifica la relación con su hermano, quien termina suicidándose, y su primer matrimonio.